# 996 Hilaritas
996 Hilaritas este o planetă minoră (asteroid), cu un diametru de 29,128 km, din centura de asteroizi. A fost descoperită pe 21 martie 1923 la Observatorul din Viena de Johann Palisa. 
Obiectul prezintă o orbită caracterizată de o semiaxă mare de 3,0903637093708 UAi, o excentricitate de 0,13926630043352, o înclinație de 0,661 ° în raport cu ecliptica.